# Communauté de Madrid
La communauté de Madrid (en espagnol : Comunidad de Madrid) est l'une des dix-sept communautés autonomes de l'Espagne, se composant de la province de Madrid. Sa capitale est la ville de Madrid. Elle est bordée par les provinces de Guadalajara, de Cuenca, de Tolède (Castille-La Mancha), d'Ávila et de Ségovie (Castille-et-León). La communauté de Madrid et la province de Madrid ont donc leur territoire en commun, ce qui peut être décrit par l'appellation communauté monoprovinciale. Par conséquent, Madrid ne dispose pas de députation. Elle compte une population de 6 685 471 habitants (INE 2018), la plupart habite sur son aire métropolitaine.
Cette communauté autonome fait partie de la région historique de Castille et dispose d'une situation radioconcentrique dans l'organisation du réseau de transports d'Espagne. Elle représente la première économie du pays avant la Catalogne en ce qui concerne le PIB, depuis 2018, après une croissance continue au cours de la dernière décennie. En 2018, le PIB de Madrid a représenté 19,2 % du PIB de l'Espagne, la Catalogne atteignant le deuxième rang à 19 %, selon l'INE.
La formation de l'actuelle communauté autonome a été précédée d'un houleux débat politique, dans le contexte pré-autonomies de la fin des années 1970. Au début, on proposa de laisser la province de Madrid dans la communauté autonome de la Castille-La Manche, bien qu'avec un statut particulier, compte tenu de leurs conditions particulières pour tenir la capitale de l'État. En 1981, Madrid serait détachée de cette région, héritière de la précédente Nouvelle-Castille, à laquelle Madrid appartenait depuis le XIXe siècle. En 1983, la communauté de Madrid est finalement constituée, tout en gardant sa condition castillane en tant que caractéristique essentielle, reconnue officiellement par son Statut d'autonomie.
La ville de Madrid était alors élue capitale de la communauté autonome, même s'il y a eu d'autres initiatives pour que d'autres villes deviennent la capitale. C'était le cas d'Alcalá de Henares, qui présenta officiellement sa candidature au début des années 1980 et, plus récemment la ville de Getafe qui en 2006 a annoncé son aspiration à devenir capitale régionale.

## Histoire
Le territoire de la future communauté de Madrid est une région peu importante à l'époque de l'Empire romain : c'est alors une « zone de passage » où les légions se reposent en attente d'une rébellion. Antérieurement, la province de Madrid étant l'une des cinq provinces de la région historique de Nouvelle-Castille (l'actuelle Castille-La Manche), elle se constitue en communauté autonome « monoprovinciale » le 1er mars 1983 par l'approbation de son statut d'autonomie, un des derniers adopté pendant la Transition démocratique espagnole. Parmi les raisons de sa constitution en communauté autonome se trouvent les grandes différences économiques et démographique entre la province de Madrid et les autres provinces environnantes, mais aussi le fait d'héberger la capitale de l'État espagnol.

## Politique

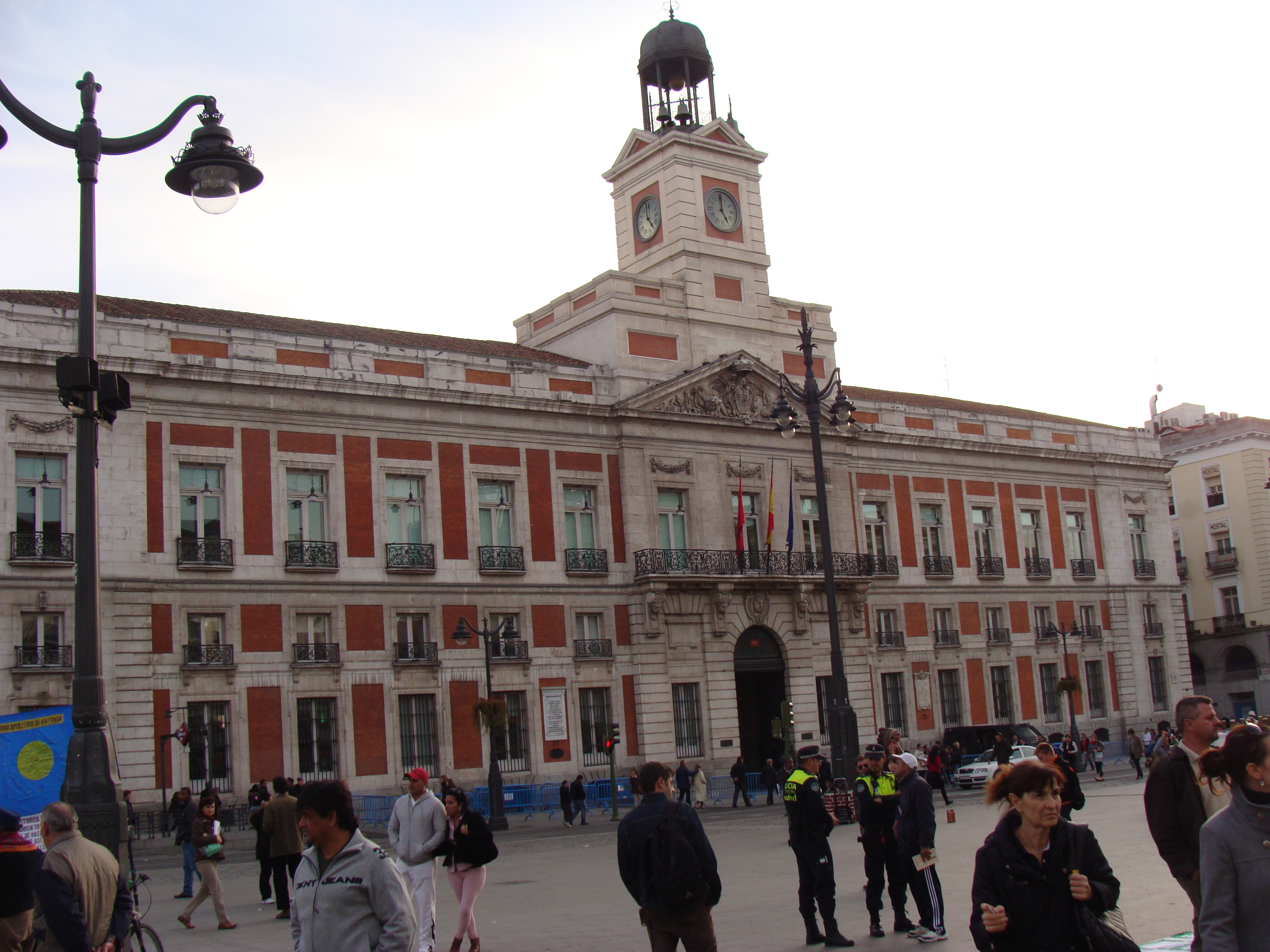
Située sur la Puerta del Sol (Madrid), la Real Casa de Correos est le siège de la présidence de la communauté de Madrid.

### Institutions
En tant que communauté autonome, la communauté de Madrid dispose d'un pouvoir exécutif et d'un pouvoir législatif.
Le président de la communauté de Madrid est à la fois le chef du gouvernement autonome et le représentant suprême de l'État. Il est investi, contrôlé et destitué par l'Assemblée de Madrid. Il préside le conseil de gouvernement, composé de conseillers (en espagnol : consejeros) qui disposent chacun d'un portefeuille précis. Isabel Díaz Ayuso, du Parti populaire de Madrid, occupe cette fonction depuis août 2019.
L'Assemblée de Madrid assure le vote des lois, du budget de la communauté autonome, et contrôle l'action de l'exécutif. Elle se compose actuellement de 129 députés, un nombre variant selon la population de la communauté.

### Contexte
Au début de l'autonomie, la communauté de Madrid est un fief du Parti socialiste ouvrier espagnol (PSOE), qui gouverne avec la majorité absolue à l'Assemblée et contrôle la mairie de la capitale. Joaquín Leguina occupe alors le poste de président de la communauté de Madrid.
La percée du Centre démocratique et social (CDS) en 1987 va petit à petit changer les équilibres politiques, puisque la mairie de Madrid bascule au centre droit en 1989, le Parti populaire (PP) la remportant en 1991. Cette même année, le PP devance le PSOE aux élections régionales mais Leguina se maintient au pouvoir avec l'aide de la Gauche unie (IU).
Depuis les élections de 1995, le PP de Madrid (PPM) gouverne la communauté autonome, quatre présidents s'étant alors succédé. Jusqu'en 2003, la présidence est effectivement occupée par Alberto Ruiz-Gallardón, qui sera ensuite maire de la capitale, puis ministre de la Justice. En mai 2003, la gauche l'emporte d'un siège sur le PP à l'Assemblée, mais échoue à former une majorité du fait de la défection de deux députés socialistes dans des conditions troubles. Une répétition des élections en octobre redonne la majorité absolue au PP et permet l'investiture d'Esperanza Aguirre, ancienne ministre et présidente du Sénat, première femme à présider la communauté de Madrid. Réélue deux fois, elle démissionne en 2012 au profit de son vice-président Ignacio González.
Les élections de 2015 voient le PPM perdre sa majorité absolue avec à peine 48 députés sur 129 mais sa chef de file Cristina Cifuentes, précédemment déléguée du gouvernement, parvient à prendre la présidence de la communauté autonome après avoir trouvé un accord avec Ciudadanos (C's).

### Finances publiques
En 2011, le budget de la communauté est de 18,8 milliards d'euros, situant ainsi celle-ci au troisième rang des budgets régionaux en Espagne. Madrid est la troisième région la plus endettée du pays avec 13,492 milliards d'euros en 2010.

## Population

### Démographie
La population de la communauté de Madrid a augmenté constamment depuis le début du XXe siècle : 
| Année | Population                                      |
| ----- | ----------------------------------------------- |
| 1900  | 775 034                                         |
| 1920  | 1 067 637                                       |
| 1950  | 1 926 311                                       |
| 1970  | 3 761 348                                       |
| 1991  | 4 947 555                                       |
| 1996  | 5 022 289 hommes : 2 411 548 femmes : 2 610 741 |
| 2001  | 5 423 384                                       |
| 2005  | 5 921 066                                       |
| 2010  | 6 458 684                                       |

Sa croissance se situe au-dessus de la moyenne nationale. La grande majorité de la population se concentre dans la capitale et aux alentours.

### Communes les plus peuplées
Les différentes villes composant la communauté de Madrid :
- ≥ 600 hab./km2
- De 200 à 600 hab./km2
- De 90 à 200 hab./km2
- De 20 à 90 hab./km2
- Moins de 20 hab./km2

| Ville                      | Population |
| -------------------------- | ---------- |
| Madrid                     | 3 233 054  |
| Móstoles                   | 204 463    |
| Alcalá de Henares          | 197 804    |
| Fuenlabrada                | 195 131    |
| Leganés                    | 181 248    |
| Alcorcón                   | 162 524    |
| Getafe                     | 157 397    |
| Torrejón de Ardoz          | 109 483    |
| Alcobendas                 | 103 149    |
| Parla                      | 91 024     |
| Coslada                    | 90 890     |
| Pozuelo de Alarcón         | 78 083     |
| Las Rozas de Madrid        | 71 937     |
| San Sebastián de los Reyes | 65 767     |
| Majadahonda                | 61 788     |
| Collado Villalba           | 52 445     |
| Rivas-Vaciamadrid          | 49 696     |
| Valdemoro                  | 44 136     |
| Aranjuez                   | 43 926     |
| Arganda del Rey            | 41 411     |
| San Fernando de Henares    | 39 966     |
| Colmenar Viejo             | 39 579     |
| Tres Cantos                | 39 198     |
| Pinto                      | 37 559     |
| Boadilla del Monte         | 35 588     |
| Galapagar                  | 29 218     |

Densité de population par commune selon l'Institut de statistique de la communauté de Madrid (2017):
≥ 600 hab./km2
De 200 à 600 hab./km2
De 90 à 200 hab./km2
De 20 à 90 hab./km2
Moins de 20 hab./km2

La communauté autonome est encadrée par la Castille-et-León au nord-ouest et la Castille-La Manche au sud-est.
Madrid est également l'hôte du circuit del Jarama, un circuit de course de motorsport qui a autrefois accueilli la Formule 1 pour le Grand Prix automobile d'Espagne.

### Système de santé
Le système de santé public est une compétence régionale. Celui de la communauté de Madrid est en crise depuis des années, étant durement atteint par les coupes budgétaires au profit d’une santé privée qui tend à se développer pour les classes moyennes élevées.
Du fait du manque de moyens et de personnels, les soignants font état d’une surcharge de travail ingérable tandis que les délais de prise en charge des patients s’allongent. Il faut, en 2022, entre deux et trois semaines pour obtenir un rendez-vous avec un médecin généraliste. Près de 800 000 habitants de la région n’ont pas de médecins attitrés.
En novembre 2022, plusieurs centaines de milliers de personnes défilent pour dénoncer la mauvaise gestion de la présidente de région Isabel Díaz Ayuso et contre sa volonté de poursuivre la privatisation du secteur.

## Patrimoine
De même, la région possède un riche patrimoine artistique et naturel, avec des trois biens classés au patrimoine mondial : le monastère et le site de l'Escurial, l'université et le centre historique d'Alcalá de Henares, et enfin, le Paysage culturel d'Aranjuez.